# Cayo Julio Pisibano
Cayo o Gayo Julio Pisibano (en latín: Gaius Julius Pisibanus) fue un senador romano que vivió en el siglo II, y desarrolló su cursus honorum bajo los reinados de Adriano, y Antonino Pío. Fue cónsul sufecto en el año 141 junto con Aulo Larcio Lépido.

## Orígenes y familia
Pisibano era natural, probablemente, de la Hispania Baetica, origen que se deduce de su matrimonio con una hija de Marco Cutio Prisco Mesio Rústico Emilio Papo Arrio Próculo Julio Celso, cónsul sufecto en el año 135, amigo del emperador Adriano, citado en la Historia Augusta, quien era el pater familias de los Mesios Rústicos de Siarum (actual Utrera, Sevilla). Fue padre de Gayo Julio Pisibano Máximo Emilio Papo.

## Carrera política
Fue cónsul sufecto en el año 141, bajo gobierno de Antonino Pío, como sugiere Geza Alföldy; en tal caso, habría que situar su nacimiento a comienzos del siglo II.